# Dăeni, Tulcea
Dăeni (denumiri turcești: Dajakioi, Daya-Kariyesi, Daya-Kasabasi) este satul de reședință al comunei cu același nume din județul Tulcea, Dobrogea, România. Se află în partea de vest a județului, în Lunca Dunării, pe brațul Măcin. Este un centru viticol.